# Dream Your Dream
Dream Your Dream é o quarto extended play do girl group sino-coreano Cosmic Girls. Foi lançado em 27 de Fevereiro de 2018, pela Starship Entertainment e Yuehua Entertainment, e distribuída pela LOEN Entertainment. Contém um total de 6 faixas, incluindo versões coreana e chinesa do single principal "Dreams Come True".

## Antecedentes e lançamento
Em 21 de Janeiro, Starship Entertainment revelou que as Cosmic Girls retornariam em 27 de Fevereiro. Com um calendário de retorno sendo exposto em 4 de Fevereiro por meio do Twitter  e Instagram oficiais do grupo, revelou-se que o grupo lançaria seu quarto extended play intitulado Dream Your Dream. Starship Entertainment liberou teasers de cada unidade de 5 a 7 de fevereiro, junto de um teaser com o grupo completo, lançado 2 dias depois. Cosmic Girls liberou outro teaser de grupo em 13 de Fevereiro. A liberação da lista de faixas em 21 de Fevereiro revelou o nome do single principal, "Dreams Come True", composto por Full8loom. O teaser do vídeo musical para "Dreams Come True" foi lançado em 23 de Fevereiro.
Cosmic Girls realizaram seu showcase de retorno no Yes 24 Live Hall em 27 de Fevereiro, o mesmo dia de lançamento do álbum, aonde apresentaram-se com o novo single "Dreams Come True" pela primeira vez. Foi transmitido ao vivo pelo aplicativo da Naver, V-Live.

## Lista de faixas
| N.º            | Título                                          | Arranjo                   | Duração |  |
| 1.             | "Dreams Come True" (꿈꾸는 마음으로)            | 장준호 (Full8loom) Jake K | 3:51    |  |
| 2.             | "Love O'Clock" (호두까기 인형)                  | 어벤전승                  | 3:16    |  |
| 3.             | "Renaissance" (르네상스)                        | e.one 어벤전승            | 3:46    |  |
| 4.             | "Starry Moment" (설레는 밤)                     | 원영헌 동네형 야마아트    | 3:21    |  |
| 5.             | "Thawing" (겨울잠)                              | Any Masingga              | 3:31    |  |
| 6.             | "Dreams Come True" (無限大夢想; versão chinesa) | 장준호 (Full8loom) Jake K | 3:51    |  |
| Duração total: | Duração total:                                  | Duração total:            | 21:12   |  |

## Tabelas

### Tabelas semanais
| Tabela (2018)              | Posição mais alta |
| -------------------------- | ----------------- |
| Álbuns Sul Coreanos (Gaon) | 2                 |

### Tabelas mensais
| Tabela (2018)              | Posição mais alta |
| -------------------------- | ----------------- |
| Álbuns Sul Coreanos (Gaon) | 10                |

## Histórico de lançamento
| Região        | Data                    | Formato             | Gravadora                                                      |
| ------------- | ----------------------- | ------------------- | -------------------------------------------------------------- |
| Coréia do Sul | 27 de Fevereiro de 2018 | CD Download digital | Starship Entertainment Yuehua Entertainment LOEN Entertainment |
| Mundialmente  | 27 de Fevereiro de 2018 | Download digital    | Starship Entertainment Yuehua Entertainment LOEN Entertainment |